# Оручи, Бахри
Бахри Оручи (алб. Bahri Oruçi, серб. Бахри Оручи, Bahri Oruči; 9 февраля 1930 Микушница, возле Косовска-Митровица — 16 ноября 2011, Улцинь) — югославский политик албанского происхождения. Член Союза коммунистов Югославии с 1949.
- Организационный секретарь городского и районного комитетов СК в Косовска-Митровице
- Делегат Федерального совета Федерального собрания
- Член провинциального комитета СК Косова
- Член ЦК Социалистического союза трудового народа Сербии
- Секретарь Комиссии ЦК СКЮ
- Председатель Совета трудящихся комбината «Трепча»
- Секретарь палаты Союза профсоюзов Сербии
- Секретарь городского комитета СК в Косовска-Митровице с 1969
- Председатель Исполнительного совета Косова с мая 1978 по май 1980